# Clorocalcite
La clorocalcite, anche nota come baeumlerite (simbolo IMA: Ccal) è un raro minerale del supergruppo della perovskite, all'interno del quale viene collocato nel gruppo delle perovskiti non stechiometriche e da lì al sottogruppo della clorocalcite; appartiene alla famiglia minerale degli "alogenuri" e possiede composizione chimica KCaCl3.
La clorocalcite è l'analogo del calcio della javorieite, che è invece dominata dal ferro.

## Etimologia e storia
Il nome del minerale allude alla sua composizione chimica, che contiene cloro e calcio.

## Classificazione
Nella classica nona edizione della sistematica dei minerali di Strunz, la clorocalcite è elencata nella classe "3. Alogeni" e da l' nella sottoclasse "3.A Alogeni semplici, senza H2O"; questa viene ulteriormente suddivisa in base alla composizione del minerale, in modo da trovare la clorocalcite nella sezione "3.AA M:X = 1:1, 2:3, 3:5, ecc." dove è l'unico membro del sistema nº 3.AA.40.
Tale classificazione rimane invariata anche nell'edizione successiva, proseguita dal database "mindat.org" e chiamata Classificazione Strunz-mindat, nella quale la clorocalcite è in compagnia del minerale javorieite.
Nella Sistematica dei lapis (Lapis-Systematik) di Stefan Weiß la clorocalcite si trova nella classe degli "alogenuri" e nella sottoclasse degli "alogenuri semplici"; questa è ulteriormente suddivisa, e la clorocalcite può essere trovata nella sezione degli "[alogenuri] anidri, [con rapporto] metallo:alogeno = 1:2, 1:3" dove forma il sistema nº III/A.09 insieme a oskarssonite, molisite e javorieite.
Anche nella classificazione dei minerali secondo Dana, utilizzata principalmente nel mondo anglosassone, la clorocalcite è elencata negli "alogenuri" e da lì nella sottoclasse dei "complessi di alogenuri; fluoruri di alluminio"; qui si trova nella sezione dei "complessi di alogenuri; fluoruri di alluminio dove (A)mB(X)3" dove èil solo minerale a formare il sistema nº 11.01.03.

## Abito cristallino
La clorocalcite cristallizza nel sistema ortorombico con il gruppo spaziale Pnma (gruppo nº 62), valido solo per campioni ottenuti sinteticamente, con i parametri reticolari a = 7,35 Å, b = 10,44 Å e c = 7,25 Å.

## Origine e giacitura
La clorocalcite si forma come sublimato nelle fumarole vulcaniche; qui è associata con sylvite, halite ed ematite.
Il minerale è piuttosto raro ed è stato trovato solo in pochi siti: sul Vesuvio, che è la sua località tipo e nelle fumarole vesuviane (Napoli, Italia); nella miniera "Desdemona I" nel circondario di Hildesheim (Bassa Sassonia, Germania); nel Votkinskij rajon (nell'Udmurtia, Russia); la miniera "Mengyejing" presso Pu'er (nello Yunnan, Cina).

## Forma in cui si presenta in natura
La clorocalcite forma cristalli pseudocubici, con modificazioni pseudo-dodecaedriche e pseudo-ottaedriche, ma possono essere anche prismatici o tabulari.
Il minerale è piuttosto morbido, con una durezza Mohs di 2,5 - 3; i cristalli hanno colore bianco con sfumature viola e lo striscio è bianco.